# 弗朗兹·约瑟夫·加尔
弗朗兹·约瑟夫·加尔（德語：Franz Joseph Gall，1758年3月9日—1828年8月22日），原名弗朗兹·加洛（Franz Gallo），是德国神经解剖学家、生理学家，率先研究了大脑中不同区域的心理功能。

## 生平
加尔1758年出生在巴登Tiefenbronn村一个富裕的意大利裔罗马天主教羊毛商人家庭。一个多世纪以来，加尔家族在该地区远近闻名。作为第二个长子，他一开始想做神职人员，但后来选择在斯特拉斯堡大学学习医学。1785年，他在奥地利维也纳取得了哲学博士学位，改名为弗朗兹·加洛（Franz Gallo）开始行医。
17世纪90年代，加尔放弃行医，开办讲座，宣扬他的学说。
1806年，加尔和他的助手施普尔次海姆定居巴黎。不久，拿破仑介入，阻止加尔讲授他的学说。加尔重新行医，先后做过梅特涅亲王、圣西门、司汤达的私人医生。
1808年，法兰西学会委托比较解剖学家喬治·居維葉组建一个委员会评估加尔的学说，拒绝承认加尔的学说是科学，也没有排除加尔是正确的可能性。
1813年，加尔和施普尔次海姆因在哲学上的分歧过大而决裂。
1817年，加尔被庇护七世逐出教会，著作成为禁书。他的脑在尸检中被取出称重。
1828年8月22日，加尔在巴黎逝世。他结过婚，但没有直系后裔。奥地利Baden bei Wien的Rollet博物馆收藏着他的几片头盖骨。

## 工作
1800年，加尔提出了颅相学的概念，一种根据外部的头骨形状来确定人精神道德的个性和发展的方法。尽管他的理论有很多不科学的地方，他还是为神经学做了一定贡献。1823年，他当选为瑞典皇家科学院的外籍院士。